# كورت كاوتر
كورت كاوتر (بالألمانية: Kurt Kauter)‏ Kurt Kauter (ولد في 7 مايو 1913 في ليمبورج على اللان – ومات في 23 فبراير 2002 في جوتا) هو كاتب ألماني. نشر أيضا تحت الاسم المستعار خوسيه ماريا روكافويرته.

## حياته وأعماله
كتب أولى قصائده في فترة شبابه. بدأ اهتمامه بالجيولوجيا عندما عثر على حفرية متحجرة، فدرس علم المعادن والجيولوجيا في فورتسبورج، وحصل فيها على درجة الدكتوراه. كان شيوعيا ومن مؤسسي حركة السلام في غرب ألمانيا. انتقل في عام 1958 إلى شرق ألمانيا وبالتحديد إلى جوتا.
وحين كان كاوتر في عمل بحثي عن البترول في الخارج، فدون تجاربه حول تعرفه على ثقافات أمريكا اللاتينية على الورق. وفي الستينيات كتب كتبا مثل في ظلال الشيمبورازو أو تحت تقاطع الجنوب. وقد صبغ حب كاوتر لشعوب أمريكا الجنوبية جميع كتبه للأطفال والشباب. وقد خلد في روايته بوليفار المحرر لسيمون بوليفار المناضل الشهير. وظل نشاطه الأدبي حتى نهاية حياته. وفي سن الثالثة والثمانين منحته فنزويلا أرقى أوسمتها وهو وسام Mérito al Trabajo - Primera Clase.
وقد بيعت من أعماله الكاملة حوالي مليوني نسخة حول العالم. وقد دافع في أعماله عن السلام والصداقة بين كل شعوب العالم.